# Disturbo sadico di personalità
Il disturbo sadico di personalità è un disturbo di personalità caratterizzato da un modello pervasivo ed egosintonico di comportamento crudele, ed è stato incluso nella terza edizione revisionata del Manuale diagnostico e statistico dei disturbi mentali (DSM-III-R).
Nelle edizioni successive del DSM, questo disturbo è stato rimosso poiché gli psichiatri credevano che sarebbe stato utilizzato per giustificare legalmente comportamenti sadici e per la sua alta comorbilità con altri disturbi psichici.

## Sintomi e comportamenti
Gli individui sadici tendono a mostrare frequenti aggressioni e comportamenti crudeli e umilianti sia all'esterno che all'interno della famiglia, ma possono nascondere diligentemente le loro tendenze sadiche e ingannare le potenziali vittime. Usano la violenza e l'aggressività nel tentativo di controllare e dominare gli altri. Quando gli altri si rifiutano di sottomettersi alla loro volontà, aumentano il loro livello di violenza. Molti sadici abusano degli altri verbalmente ed emotivamente piuttosto che fisicamente, manipolandoli intenzionalmente attraverso l'uso della paura, della vergogna e dell'umiliazione.

## Comorbilità con altri disturbi di personalità
È stato spesso riscontrato che il disturbo sadico di personalità può coesistere con altri disturbi, soprattutto negli adolescenti.
Il disturbo sadico di personalità è il disturbo di personalità con il più alto livello di comorbilità rispetto ad altri tipi di disturbi psichiatrici. È stato riscontrato anche in pazienti che non mostravano alcuna o altre forme di disturbi psichici. Il disturbo antisociale di personalità e il disturbo narcisistico di personalità talvolta si riscontrano anche in individui con diagnosi di disturbo sadico di personalità. Altri disturbi vengono spesso diagnosticati come disturbo bipolare, disturbo da attacchi di panico, disturbo depressivo, disturbo borderline di personalità, disturbo istrionico di personalità, disturbo ossessivo-compulsivo e disturbo di personalità passivo-aggressivo.

## Sottotipi di Millon
Theodore Millon affermò che esistono quattro sottotipi di sadici, che definì sadico esplosivo, sadico tiranno, sadico autoritario e sadico smidollato.

### Sadico esplosivo
Include caratteristiche del disturbo borderline di personalità.
Mostra scoppi d'ira, attacchi di panico e violenza imprevedibile, dovuti al sentimento di delusione o frustrazione nella propria vita. Quando si sente umiliato o senza speranza, perde il controllo di sé stesso e cerca vendetta per il maltrattamento o la degradazione a cui è stato sottoposto. La sua violenza è considerata principalmente una liberazione emotiva e un modo per liberare i suoi sentimenti repressi.

### Sadico tiranno (coercitivo)
Include caratteristiche del comportamento passivo-aggressivo.
È intenzionalmente scortese, offensivo e spietato. Gli piace minacciare e brutalizzare gli altri, costringendoli a sottomettersi. È simile al sadico esplosivo, ma più sistematico nell'uso della violenza e dell'intimidazione e non lo fa per frustrazione. Inoltre, sceglie con cura le sue vittime. Generalmente ha una bassa autostima e un'insicurezza che nasconde agli altri.

### Sadico autoritario (controllante)
Include caratteristiche del disturbo ossessivo-compulsivo di personalità.
Si sente in diritto di essere spietato, crudele, impenitente e scostante. Solitamente è qualcuno che si trova in posizioni lavorative di potere. Crede di lavorare per il bene comune e ritiene suo dovere cercare, controllare e punire i trasgressori delle regole.

### Sadico smidollato (evitante)
Include caratteristiche del disturbo evitante di personalità.
È insicuro e si comporta da codardo. Il suo comportamento può essere intimidatorio, il che gli consente di controllare le proprie paure e di persuadere gli altri con un falso senso di sicurezza e fiducia in sé stesso. Sceglie persone deboli come capri espiatori impotenti.